# Ferrari 456
Ferrari 456 är en fyrsitsig gran turismo som tillverkades av Ferrari mellan 1993 och 2003. Ersättaren var Ferrari 612 Scaglietti.

## 456 GT
456 GT lanserades på Bilsalongen i Paris 1992. Det var Ferraris första frontmotorbil sedan 412:an försvann 1989. Den nya bilen hade kaross av aluminium och transaxel, det vill säga växellådan var placerad bak vid differentialen, som på gamla tiders Berlinettor.
Från 1996 erbjöds även GTA, med automatlåda.

## 456M GT
1998 lanserades 456M (Modificata) där bland annat bilens aerodynamik och motorkylning förbättrades. Man hade även gjort vissa mindre förändringar i utseendet, bland annat i frontpartiet.

## Motor
Med 456:an introducerades Ferarris nya V12-motor. Den hade inte mer än antalet cylindrar gemensamt med tidigare V12:or och den udda vinkeln 65 grader mellan cylinderbankarna pekar på en nära släktskap med Dino-motorn.
| Modell | Motor               | Cylindervolym | Effekt | Bränsle            |
| ------ | ------------------- | ------------- | ------ | ------------------ |
| 456    | 12-cyl V-motor dohc | 5474 cm³      | 436 hk | Bränsleinsprutning |
| 456M   | 12-cyl V-motor dohc | 5474 cm³      | 442 hk | Bränsleinsprutning |